# Соціологія права
Соціологія права — 1) галузь загальнотеоретичного правознавства, предметом якої є соціальні умови дії права в суспільстві (його формування, існування, реального функціонування). 2) частина загальної соціології, що вивчає роль права в системі соціальних інститутів; 3) галузь наукових знань про соціальні умови існування, розвитку та функціонування права. Соціологія права тісно пов'язана з кримінологією і антропологією права.

## Об'єкт і предмет соціології права
Соціологія права вивчає суспільні відносини, що складаються як в процесі підготовки та ухвалення правових актів, так і в перебігу реалізації правових приписів, їх перетворення на соціальну поведінку особи та суспільних утворень, тобто вона спрямована на з'ясування соціальної зумовленості та соціальної ефективності права.
Об'єктом соціології права є правове життя суспільства у всьому різноманітті її сторін, властивостей, процесів і явищ.
Отже, предметом соціології права є:
- створення і функціонування правової системи, її інститутів і норм;
- соціальна обумовленість і соціальна ефективність дії права;
- взаємозв'язок між правовими нормами, правовими відносинами і фактичними суспільними відносинами людей;
- соціальні функції права;
- правове регулювання діяльності індивідів, їх груп і організацій.

Таким чином, соціологія права являє собою певним чином структуровану систему соціальних знань про право як особливому соціально-юридичному феномену в його генезі, а також у дії, тобто як соціально детермінованому та соціально чинному (соціально направленому) явищі, процесі.
Так, право, як одна з соціальних норм, виконує важливу соціальну роль, при цьому впровадження правових норм у суспільну свідомість і їх дотримання забезпечується примусовою силою держави.
Як один з аспектів соціальної обумовленості права виступає правотворчість. На правотворчу діяльність великий вплив мають морально-етичні, економічні, політико-правові, національні, соціально-психологічні та соціокультурні фактори. Від цих факторів залежить формування правової системи держави.
Крім досліджень правотворчої діяльності, соціологія права вивчає соціальні аспекти правозастосовчої діяльності. Зокрема, одним з важливих завдань дослідження правозастосовчої діяльності, є виявлення і визначення ефективності соціальних функцій права.

## Методологія та методи соціології права
Методи соціології права — це конкретні підходи, прийоми, способи та інструменти, застосовувані соціологією права для вивчення соціальних закономірностей функціонування, зміни і взаємодії суспільства і права.
У соціології права найбільш часто використовуються наступні методи:
1. метод спостереження. Під спостереженням в соціології розуміється збір первинних даних, пов'язаних з об'єктом дослідження, здійснюваний дослідником особисто шляхом безпосереднього сприйняття. За ступенем залучення дослідника в спостерженні процеси розрізняють:
- невключне спостереження — дослідник не бере участі в подіях;
- включне спостереження, при здійсненні якого дослідник або контактує з учасниками досліджуваного процесу, або входить на правах учасника в досліджувану соціальну групу (наприклад, в кримінальну групу, в релігійну секту), тобто бере участь у досліджуваних подіях;

2. опитування. Являє собою метод збору первинної інформації про досліджуваний об'єкт в ході безпосереднього (особистого) або опосередкованого (за допомогою анкети) соціально-психологічного спілкування дослідника і опитуваного (респондента) шляхом реєстрації відповідей респондента на заздалегідь підготовлені з конкретною дослідницькою метою питання.
Різновиди опитування:
- анкетування — письмова форма опитування, в якій використовуються готові запитання (або анкета, тобто розмножений на комп'ютері або друкарським способом документ, що містить питання, адресовані респонденту);
- інтерв'ю — це опитування у формі усної бесіди дослідника з респондентом;
- експертне опитування — опитувані особи є фахівцями у певній галузі;
- суцільне опитування — опитувані особи належать до якої-небудь соціальної групи;
- вибіркове опитування — це опитування, що охоплює окремих представників тієї чи іншої соціальної групи як респондентів;

3. аналіз документів. Це сукупність прийомів, застосовуваних для вилучення із документальних джерел (преси, радіо, телебачення, ділових документів) соціологічної інформації при вивченні соціальних процесів і явищ з метою вирішення певних дослідницьких завдань.

## Розвиток соціології права як науки
Вже давні держави та суспільства (Вавилон, Греція, Рим та ін.), запроваджуючи для організації суспільного життя норми права, враховували можливі варіанти поведінки людей. З виникненням у 19 ст. соціології як науки про суспільство постає «соціологічна школа права». Її основу заклали праці юристів Рудольфа фон Єринга, Олівера Голмса, Євгена Ерліха, Роско Паунда та ін., які бачили необхідність розширення погляду на право поза традиційними рамками науки про право. Макс Вебер, Еміль Дюркгайм, Карл Маркс, Вільфредо Парето, Талкотт Парсонс, Е. О. Росс, Вільям Грем Самнер та інші зробили свій внесок у розвиток соціологічної орієнтації наук про право.
Наприкінці 19 — на початку 20 ст. формуються кілька напрямів соціології права, які можна умовно поділити на європейську і американську школи.
До європейської школи входили представники німецького та австрійського (О. Бюлов, Рудольф фон Єринг, Л. Шпігель, Рудольф Штаммлер, Євген Ерліх та ін.), російського (Юрій Гамбаров, Микола Коркунов, Сергій Муромцев, Лев Петражицький та ін.), французького (Ф. Жені, Г. Тард) та інших напрямів соціології права.
До американської школи зараховують Л. Брендейса, Б. Кордозо, Р. Паунда, Олівера Голмса тощо.. Школи здебільшого розробляли «соціологічну теорію права».
Протягом 20 ст. вони продовжують розвиватися і поповнюватися новими дослідниками (американці Д. Блек, М. П. Баумгартнер та Ф. Сельцнік, бельгієць П. Вінке, датчанка Б. М. Блегвад, італійці Р. Тревес, В. Феррарі, німці Т. Гайгер, М. Рехбіндер, Н. Луман, Р. Циппеліус, поляк А. Подгурецький, російські вчені С. В. Боботов, П. Г. Зиков, В. М. Кудрявцев, В. В. Лапаєва, В. П. Казимирчук, В. А. Туманов, А. М. Яковлєв, французи А. Арно, Ж. Карбоньє, Г. Тард, угорці К. Кульчар та І. Сабо, вихідці з Росії Ж. Гурвич, П. Сорокін та ін.). Відповідно створюються нові школи. Також існує поділ соціології права за галузевим. критерієм, наприклад, соціологічна школа кримінального права [Франц фон Ліст (Австрія), Ч. Ломброзо, Е. Феррі (Італія), М. В. Духовськой, Іван Фойницький, С. В. Познишев (Росія), Михайло Чубинський (Україна, Росія) та ін.], представники якої, визнаючи соціальну зумовленість злочин, поведінки людини, водночас вважали, що на неї також впливають інші чинники.
Серед сучасних тенденцій соціології права варто відзначити соціологізм як напрям філософії права, що розвинувся у 20 ст. Соціологічні дослідження права виявили чимало соціальних чинників впливу на право, правовідносини та поведінку, наприклад: соціальна стратифікація (нерівний розподіл матеріальних ресурсів); соціальна морфологія (у тому числі форми та характер міжособистісних зв'язків); культура (зокрема символічна поведінка); організація (як рівень людської мобілізованості для колективної діяльності); інші форми соціального контролю (природа і значення неправових механізмів ідентифікації та реагування на правопорушення).